# 鬥地主
鬥地主原名二打一，为一种使用撲克牌遊玩的多人合作非完全信息博弈的纸牌游戏，是中國大陸地区最流行的纸牌游戏。经典斗地主玩家为3人，采用完整的一副扑克牌（54枚，包括两张Joker）进行，玩家在游戏初期通过叫牌方式选择庄家（“地主”，一人）和防守方闲家（“农民”，两人）两个阵营进行博弈对抗，按照一定规则轮流出牌，以某一阵营中一人手牌出尽视作该阵营获胜。此外在江苏、浙江地区也发展出采用完整2副牌进行的四人斗地主玩法。

## 起源与流行
“斗地主”一词源自中国大陆土地改革运动时期。其具体玩法起源于中国湖北、安徽两省地区。随后20世纪90年代随着互联网的在内地的普及，以及多人在线斗地主游戏平台的出现使得斗地主这一玩法迅速扩散至其他省份，风靡于内地，并不断有地区性或自发性的线上线下赛事出现。如腾讯旗下的《QQ欢乐斗地主》于2009年举办了线上赛事，赛事覆盖14个省70多个城市，共计赛事800余场。 
斗地主玩法传入江苏、浙江、上海后，胡荣华于2005年在原版斗地主基础上进行改良，发明四人斗地主的玩法，并于同年举办了上海大型斗地主大赛。但总体上四人斗地主不如传统三人斗地主流行。
据估算，中国约1.4亿人知晓该游戏玩法，并且大陆内地多个网络平台开设有斗地主游戏，仅2016年，通过国家出版总署广电总局审批的直接命名为“斗地主”的网络游戏就达49款。在众多斗地主的网络游戏中，《QQ欢乐斗地主》在2018年1月—2019年3月内地移动游戏渗透率更是到达10.1%，位居第四。
斗地主在内地流行后，其一直被视作为带有赌博性质的游戏，并且由于其受众广泛，曾被视作一种底层市井文化难登大雅。2016年中国国家体育总局将“斗地主”正规化，在脱离赌博性质基础上正式列入体育竞技项目，正式名竞技二打一扑克，并于同年9月3日举办首届全国锦标赛。
除了中国大陆，斗地主在香港、澳门以及其他亚洲地区后也获得传播和流行。斗地主通过赌博机器在澳门和新加坡赌场取得流行。由于中国棋艺界选手在业余间也流行玩斗地主，导致这一游戏被李世乭等韩国棋手带至韩国。

## 游戏规则与术语

### 三人斗地主
此处仅介绍中国国家体育总局制定的三人斗地主规则，网络游戏平台上的斗地主以及民间等非正式玩法与该规则略有差异。

#### 发牌与确定庄家
将一副扑克牌进行洗牌打乱后，给每名玩家发放17张牌作为手牌，并留3张未亮明的牌作为底牌。
玩家收到牌后，按顺序在“0分”至“3分”间只能以分值递增式选择一个分值叫牌作为底分，或者选择“0分”进行弃权。由叫牌分值最大者作为庄家（“地主”），其余两名玩家则自动确认为防守方（“农民”）。若三名玩家均选择“0分”弃权则重新发牌。
确定庄家后，防守方可选择是否对庄家进行底分加倍，庄家之后也可选择是否再加倍。最终加倍结果为本轮对局底分。

#### 出牌
叫牌结束后进入出牌阶段，庄家为第一个出牌人在允许牌型下进行出牌，另外两家须按照相同牌型，相同张数选择盖牌，也可出炸弹或火箭两种特殊牌型进行盖牌。下一家的出牌必须大于上一家出牌或选择过牌。出牌完成一圈后，以后每圈由上圈出牌最大的玩家继承出牌主动权，出牌牌型可改变但须为允许的牌型。
任何玩家手牌减少至2张和1张时须提醒其他玩家自身还剩多少手牌。庄家或防守方中任意一人的手牌出尽时，则视为该阵营获胜，然后结束对局。
三人斗地主允许的牌型和规则如下表：
| 牌型           | 例子                                                                      | 最长或最大情况                                                 | 说明 |
| -------------- | ------------------------------------------------------------------------- | -------------------------------------------------------------- | --- |
| 过牌           | —                                                                         | —                                                              | 若无大牌可压制上家所出的牌型或选择不出时，称为过牌 |
| 单牌           | 5单牌                                                                     | 最大：大王                                                     | 大小顺序：大王（红Joker）＞小王（黑Joker）＞2＞A＞K＞Q＞J＞10＞9＞8＞7＞6＞5＞4＞3，不分花色 |
| 对子           | 对K                                                                       | 最大：对2                                                      | - 只有牌型与张数均相同时才能以最大牌张点数比较大小，不分花色 - 大小顺序同单牌（除去大小王） |
| 连对           | 334455三连对                                                              | 最长：十连对                                                   | - 至少含有3种及以上连续对子，不包含2和大小王 - 只有牌型与张数均相同时才能以最大牌张点数比较大小，不分花色 - 大小顺序同单牌（除去大小王）                                                                                       |
| 顺子           | 45678顺子                                                                 | 最长：十二顺子（3至A）                                         | - 至少含有5种及以上连续单牌，不包含2和大小王 - 只有牌型与张数均相同时才能以最大牌张点数比较大小，不分花色 - 大小顺序同单牌（除去大小王）                                                                                       |
| 三张/三条      | 888三条                                                                   | 最大：222                                                      | - 三张点数相同的牌 - 大小顺序同单牌（除去大小王） |
| 三带           | JJJ+4三带一 JJJ+44三带对                                                  | 最大：222带单牌/对子                                           | - 三张带一张单牌形成三带一，或带一个对子形成三带二 - 只有牌型与张数均相同时才能按其中三张最大牌张点数比较大小。不分花色，带牌不影响大小 - 大小顺序同单牌（除去大小王）                                                         |
| 飞机           | 666777飞机                                                                | 最长：六连飞机                                                 | - 至少2个及以上连续的三张才能构成飞机 - 只有牌型与张数均相同时才能按其中三张的最大牌张点数比较大小 - 大小顺序同单牌（除去大小王）                                                                                              |
| 飞机带翅膀     | 666777+3Q飞机带单牌 666777+AA飞机带单牌（相同单牌） 666777+33QQ飞机带对子 | 最长： - 飞机带单牌 五连飞机带单牌 - 飞机带对子 三连飞机带对子 | - 可带与其长度相同数量点数不同的单牌或者对子形成飞机带翅膀，所带牌中不包含双王、炸弹以及与飞机连续的三张 - 只有牌型与张数均相同时才能按其中三张的最大牌张点数比较大小。不分花色，带牌不影响大小 - 大小顺序同单牌（除去大小王） |
| 四带二         | 9999+3K四带二（带单牌） 9999+33KK四带二（带对子）                         | 最大：2222带单牌/对子                                          | - 四张相同点数的牌带两张单牌或两个对子，带对子牌不包括王炸和炸弹 - 只有牌型与张数均相同时才能按其中炸弹的最大牌张点数比较大小。带牌不影响大小 - 大小顺序同单牌（除去大小王）                                                   |
| 炸弹/四条      | 7777炸弹                                                                  | 最大：2222                                                     | - 特殊牌型，打出后得分翻倍。 - 大小顺序按牌点比较大小，大小顺序同单牌（除去大小王） - 无法被除王炸外其他牌型反制 |
| 双王/王炸/火箭 | 王炸                                                                      | 为唯一牌型                                                     | - 特殊牌型，打出后得分翻倍。 - 为游戏内最大牌型，无法被其他牌型反制 |

#### 春天（完胜）
若在一轮对局中庄家牌张全出，且防守方未出一张，则称为庄家春天。结算分值时得分翻倍。
若庄家出第一手牌后（可单张，可组合），防守方将牌连续出完且期间庄家再未出牌，则称为防守方春天或反春，结算分值时得分翻倍。

#### 分值结算
每轮对局结束后，防守人的得分为庄家所叫分值×胜负系数×加倍系数。庄家得分为两名防守人得分之和的相反数。
胜负系数为1或-1，当防守方获胜时为1，当防守方失败时为-1。加倍系数为2该轮对局的火箭数+炸弹数+是否春天+防守人加倍次数+庄家再加倍次数。
*注：若某一防守人选择对庄家加倍，则计分时只有对庄家加倍的防守人得分翻倍，另一防守人如果未加倍则仍按照一倍计算。若两个防守人都对庄家加倍，庄家选择再加倍时，对两防守人都有效，否则只对选择加倍的防守人有效。

### 四人鬥地主
四人鬥地主需要使用2組共108张撲克牌，牌型规则有一定改動。此时“地主”庄家为1人，“农民”防守方为3人；初始发牌为每人25张，底牌为8张；此外无三张带单牌的牌型；火箭变成四张Joker，一对Joker变成普通对子；炸弹大小优先根据长度进行比较。

## 延伸阅读
- 竞技二打一扑克竞赛规则 国家体育总局棋牌运动管理中心  （页面存档备份，存于）